# سليمة هاشمي
سليمة هاشمي (ولدت في عام 1942)، هي رسامة باكستانية وفنانة وأستاذة جامعية سابقة وناشطة في الحركة المناهضة للأسلحة النووية ووزيرة سابقة في حكومة تصريف الأعمال في سيثي. عملت لمدة أربع سنوات كأستاذة جامعية وشغلت منصب عميد الكلية الوطنية للفنون. هي الابنة الكبرى للشاعر الشهير فيض أحمد فيض وزوجته البريطانية المولد أليس فيض.
تمثل سليمة الجيل الأول من الفنانين المعاصرين في باكستان ممن يحملون هوية فنية مختلفة عن الفنانين الأصليين. وهي معروفة بإدانتها للبرامج النووية الباكستانية والهندية، وبأنها من المثقفين الباكستانيين القلائل الذين أدانوا التجارب النووية التي أجرتها الهند وباكستان في عام 1998. حصلت سليمة على جائزة فخر الأداء في عام 1999 تقديرًا للخدمات التي قدمتها للدولة.

## حياتها المبكرة وتعليمها
ولدت سليمة في عام 1942 في نيودلهي قبل تقسيم الهند، وحصلت على الجنسية الباكستانية. والدها الشاعر فيض أحمد فيض ووالدتها أليس فيض، لديها شقيقة أصغر منها تدعى منيزة الهاشمي وهي منتجة بارزة في شركة تلفزيون باكستان. إن والدتها أليس فيض هي أخت كريستوبيل تيسير، والدة سلمان تيسير، حاكم إقليم البنجاب السابق في باكستان.
هاجرت سليمة مع عائلتها إلى لاهور أثناء تقسيم الهند في عام 1947 ونشأت هناك. انتقلت إلى إنجلترا في أوائل ستينيات القرن العشرين بعد إنهاء دراستها التصميم في كلية لاهور الوطنية للفنون، ودرست في أكاديمية باث للفنون في كورشام، وحصلت على دبلوم في التربية الفنية من هناك في عام 1965. درست سليمة لاحقًا في مدرسة رود آيلاند للتصميم في بروفيدس، رود آيلاند، وحصلت على درجة الماجستير في التربية في عام 1990.
تزوجت سليمة من زميلها الأستاذ شعيب هاشمي. أنجب الزوجان طفلين اثنين، هما ياسر هاشمي وميرا هاشمي. تقاعد زوجها شعيب الهاشمي من منصبه في التدريس في جامعة الكلية الحكومية في لاهور ومن كلية لاهور للاقتصاد، وكان أيضًا نجمًا مشهورًا مرافقًا لها في الكوميديا والبرامج التلفزيونية للأطفال في شركة تلفزيون باكستان في أوائل سبعينيات القرن العشرين، على سبيل المثال، برنامج الأطفال الشهير «أكّر بكّر» الذي بُثّ في السبعينيات.

## مسيرتها المهنية

### أكاديميًا
«سليمة الهاشمي، هي فنانة وراعية للفن المعاصر ومؤرخة له، درّست في كلية لاهور الوطنية للفنون لمدة 31 عامًا قبل أن تصبح مديرة للكلية لمدة أربع سنوات. تشغل حاليًا منصب عميد كلية الفنون البصرية في جامعة بيكونهاوس الوطنية، من المعروف أنها تروّج لمنظور فكري متفرد بين الطلاب، وتحرص على تعليمهم تقدير الطبيعة والتقاليد الثقافية وقدسية الحرف اليدوية».
شغلت سليمة منصب عميدة كلية الفنون البصرية والتصميم في جامعة بيكونهاوس الوطنية في لاهور، باكستان. شغلت كذلك منصب أستاذة جامعية ومنصب رئيس الكلية الوطنية للفنون. تُعرف بسرعة بديهتها وقدرتها على قراءة وتحليل الأعمال الفنية. يُنظر إليها على أنها راعية محترمة للفنانين الشباب، ومعروفة كذلك بقدرتها على مساعدتهم لشق طريقهم في المهنة. عُرفت سابقًا بلقب «آرت-شارت»، وأقامت معرضًا في منزلها في لاهور موديل تاون تحت عنوان «روتاس-2». عملت سليمة خلال السنوات الأخيرة على تنمية روابط أقوى مع الهند ساعيةً إلى تشكيل مجموعة موحدة. إن سليمة هاشمي عضو في منظمة العفو الدولية وفي مبادرة السلام الباكستانية تجاه الهند بعد هجوم مومباي في عام 2009. وهي أيضًا نائبة حاكم (إقليم البنجاب) للجنة حقوق الإنسان في باكستان.